# 孫鵬初
孫羽侯（1556年—1617年），字鵬初，號湘山，湖广岳州府華容人，晚明文学家。

## 生平
鵬初少就讀於家塾，十五歲至縣城儒學門讀書，萬曆四年（1576年）丙子科湖广乡试舉人，十七年（1589年）中焦竑榜己丑科三甲五十一名進士，選庶吉士，二十一年十二月授禮科給事中，二十三年三月升刑科右給事中，萬曆二十三年冬，明神宗因“兵部考選軍政，中有副千户者不宜擅署四品職”，被革职为民。後里居著书，曾提議修《儒藏》。汤显祖称：“公之所以為文也，蓋江漢洞庭為水，淵鉅足以滋演文貌；而鶉首祝融為火，雄精足以顯發神明。然則公之文為必傳，傳而必久。李（梦阳）、何（景明）七子之間，有以處公矣。”著有《遂初堂集》十卷。

## 家族
曾祖孫繼芳，副使。祖父孫宜，戊子舉人。父孫斯億皆有功名。